# 第57回ヴェネツィア国際映画祭
第57回ヴェネツィア国際映画祭は、2000年8月30日から9月9日にかけて開催された。

## 上映作品

### コンペティション部門
| 日本語題               | 原題                      | 監督                           | 製作国             |
| ---------------------- | ------------------------- | ------------------------------ | ------------------ |
| Dr.Tと女たち           | Dr. T and the Women       | ロバート・アルトマン           | アメリカ合衆国     |
|                        | Freedom                   | シャルナス・バルタス           | リヒテンシュタイン |
| マチューの受難         | Selon Matthieu            | グザヴィエ・ボーヴォワ         | フランス           |
| ドリアン ドリアン      | 榴槤飄飄                  | フルーツ・チャン               | 香港               |
|                        | Il partigiano Johnny      | グイド・キエーザ               | イタリア           |
|                        | Uttara                    | ブッダデーブ・ダースグプタ     | インド             |
| がんばれ、リアム       | Liam                      | スティーヴン・フリアーズ       | イギリス           |
| ペッピーノの百歩       | I cento passi             | マルコ・トゥリオ・ジョルダーナ | イタリア           |
| プラットホーム         | 站台                      | ジャ・ジャンクー               | 中国               |
| 魚と寝る女             | 섬                        | キム・ギドク                   | 韓国               |
|                        | The Goddess of 1967       | クララ・ロー                   | オーストラリア     |
| 聖アントニオと盗人たち | La lingua del santo       | カルロ・マッツァクラーティ     | イタリア           |
| 言葉とユートピア       | Palavra e Utopia          | マノエル・ド・オリヴェイラ     | ポルトガル         |
| チャドルと生きる       | Dayereh                   | ジャファール・パナヒ           | イラン             |
| 耳に残るは君の歌声     | The Man Who Cried         | サリー・ポッター               | イギリス           |
| オー・ファンタズマ     | O Fantasma                | ジョアン・ペドロ・ロドリゲス   | ポルトガル         |
|                        | Comédie de l'innocence    | ラウル・ルイス                 | フランス           |
|                        | Denti                     | ガブリエレ・サルヴァトレス     | イタリア           |
| 夜になるまえに         | Before Night Falls        | ジュリアン・シュナーベル       | アメリカ合衆国     |
|                        | La virgen de los sicarios | バーベット・シュローダー       | スペイン           |

## 審査員
- ミロシュ・フォアマン （ アメリカ合衆国/映画監督） 審査員長
- ジェニファー・ジェイソン・リー （ アメリカ合衆国/女優）
- サミラ・マフマルバフ （ イラン/映画監督）
- ターハル・ベン・ジェルーン （ モロッコ/作家）
- ジュゼッペ・ベルトルッチ （ イタリア/映画監督）
- クロード・シャブロル （ フランス/映画監督）
- アンドレアス・キルブ （ ドイツ/批評家）

## 受賞結果
- 金獅子賞：『チャドルと生きる』（ジャファール・パナヒ）
- 銀獅子賞：ブッダデーブ・ダースグプタ （『Uttara』）
- 審査員特別大賞：『夜になるまえに』（ジュリアン・シュナーベル）
- 男優賞：ハビエル・バルデム （『夜になるまえに』）
- 女優賞：ローズ・バーン （『The Goddess of 1967』）
- マルチェロ・マストロヤンニ賞：ミーガン・バーンズ （『がんばれ、リアム』）
- 脚本賞：クラウディオ・ファーヴァ、マルコ・トゥリオ・ジョルダーナ、モニカ・ザペッリ （『ペッピーノの百歩』）
- 上院議会金メダル：『La virgen de los sicarios』（バーベット・シュローダー）
- ルイジ・デ・ラウレンティス賞：『La faute à Voltaire』（アブデラティフ・ケシシュ）